# Roukala
Roukala är en ort i Finland.   Den ligger i den ekonomiska regionen  Ylivieska ekonomiska region  och landskapet Norra Österbotten, i den centrala delen av landet, 400 km norr om huvudstaden Helsingfors. Roukala ligger 10 meter över havet och antalet invånare är 452.
Terrängen runt Roukala är mycket platt. Havet är nära Roukala åt nordväst. Runt Roukala är det glesbefolkat, med 13 invånare per kvadratkilometer. Närmaste större samhälle är Kalajoki, 12,5 km nordost om Roukala. I omgivningarna runt Roukala växer i huvudsak blandskog.